# Choeroparnops alatus
Choeroparnops alatus är en insektsart som först beskrevs av Brunner von Wattenwyl 1895.  Choeroparnops alatus ingår i släktet Choeroparnops och familjen vårtbitare. Inga underarter finns listade i Catalogue of Life.